# M1-92
M1-92 (Minkowski 92) is een protoplanetaire nevel. Hij werd in de jaren negentig door de Hubble ruimtetelescoop in beeld gebracht. De protoplanetaire nevel heeft een bijzondere vorm van dubbele lobben van materiaal dat afkomstig is van een centrale ster. Sterrenkundigen hebben dit object ook wel de Voetafdruknevel genoemd. Deze nevel is ongeveer 8000 lichtjaar van de aarde verwijderd. De nevel is in 1946 ontdekt door Rudolph Minkowski.